# Кононов, Василий Юрьевич
Василий Юрьевич Кононов (14 августа 1971 года) — советский, киргизский и казахстанский футболист, полузащитник.

## Биография
Начинал свою карьеру в советском первенстве. В нем защитник выступал за "Алгу" и "Достук". После обретения независимости Кыргызстаном Кононов вернулся в "Алгу", с которой становился чемпионом страны. С 1993 по 1999 Кононов успешно выступал в Казахстане. В составе "Тараза" он побеждал в местном чемпионате, а с павлодарским "Иртышом" защитник выигрывал Кубок страны.
Завершал свою карьеру Кононов на родине в самой титулованном клубе Кыргызстана "Дордой-Динамо".

## Сборная
За сборную Кыргызстана защитник дебютировал 23 августа 1992 года в товарищеском матче против Узбекистана, в котором его национальная команда потерпела крупное поражение со счетом 0:3. Кононов выступал за киргизов в отборочных турнирах к Чемпионатам мира 1998 и 2006 годов. Всего за сборную футболист провел 18 матчей.

## Достижения

### Национальные
- Чемпион Казахстана (1): 1996
- Обладатель Кубка Казахстана (1): 1997/98.
- Чемпион Кыргызстана (6): 1992, 1993, 2001, 2002, 2004, 2005.
- Обладатель Кубка Кыргызстана (6): 1992, 1993, 2001, 2002, 2004, 2005.

### Международные
- Финалист Кубка Президента АФК (1): 2005.